# くさりずし
くさりずし（腐鮨）は日本の郷土料理。なれずしの一種である。

## 千葉県
くさりずしは千葉県九十九里浜地域の伝統的な保存食。
イワシ漁の最盛期に、傷みやすいイワシを保存する方法として生まれた料理である。サバやサンマでつくることもあり、同様にくさりずしと呼ばれる。
風味付けにショウガと赤唐辛子を漬け込むのが特徴。

## 岐阜県
くさりずしは岐阜県飛騨地方の郷土料理・ねずしの別名。
塩漬けにした鱒やにしん、鮭などと塩漬けをした大根、にんじん、白菜などを飯、麹、塩と混ぜ合わせ漬け込んで、半月ほど発酵させた料理。

## 和歌山県
和歌山県太平洋側の名物料理である塩漬けにしたサンマを用いたサンマのなれずしは独特の香りがすることからくさりずしとも呼ばれる。
数か月から1年近く漬け込みを行うが、30年以上熟成させた本馴れ鮓（ほんなれずし）と呼ばれるものもある。

### 有田市
和歌山県有田市の郷土料理であるサバのなれずしは強い発酵臭を伴うため、くさりずしの別名がある。